# Базельский хор мальчиков
Базельский хор мальчиков (нем. Knabenkantorei Basel) — детский музыкальный коллектив, основанный в 1927 г. и базирующийся в Базеле. Первоначально Хор мальчиков евангельско-реформистской церкви Базеля (нем. Singknaben der evangelisch-reformierten Kirche Basel-Stadt). Создателем хора был Герман Ульбрих, руководивший им вплоть до своей смерти в 1970 г., вторым руководителем — его сын Маркус Ульбрих. С 1983 г. главным дирижёром был Беат Раафлауб, в 2007 г. коллектив возглавил Маркус Тойчбайн.
Среди выдающихся страниц истории хора — его участие вместе с Базельским камерным оркестром под управлением Пауля Захера в премьере мистерии Артюра Онеггера «Жанна д`Арк на костре» 12 мая 1938, с Идой Рубинштейн в роли Жанны.
В настоящее время хор не основывается на конфессиональных началах, участвуя в богослужениях различных христианских деноминаций, а также много концертируя светским образом. Репертуар хора простирается от Эпохи Возрождения до современности; он включает, в частности, такие сочинения, как «Рождественская оратория» Иоганна Себастьяна Баха, «Мессия» Георга Фридриха Генделя, оратории «Павел» и «Илия» Феликса Мендельсона, кантата «Святой Николай» Бенджамина Бриттена и др.